# Tàndem Edicions
Tàndem Edicions és una editorial fundada a València el 1990 per un grup de persones vinculades amb la literatura infantil i juvenil, essent un dels segells més significatius del panorama valencià i del món de les lletres catalanes.
Es tracta d'una editorial compromesa amb els autors valencians, amb un catàleg que incorpora prestigiosos autors internacionals i per on han passat quasi 1.000 títols, obrint camins a països llatinoamericans. Tàndem Edicions s'inicia amb col·leccions com Quaderns de Literatura Infantil i Juvenil, La rata Marieta, la col·lecció El Tàndem de la Memòria, la gran producció novel·lística de l'escriptor Enric Valor amb El Cicle de Casana. Ha destacat en el llibre il·lustrat i infantil i amb l'originalitat dels seus títols i col·leccions, com per exemple Filosofia per a profans, de Maite Larrauri i il·lustracions de Max. L'any 2012 l'editora Rosa Serrano es jubilà com a directora. Es feu càrrec de la direcció editorial Àfrica Ramírez Olmos i seguí com a directora general Amparo Sena Serrano.